# De Mari (famiglia)

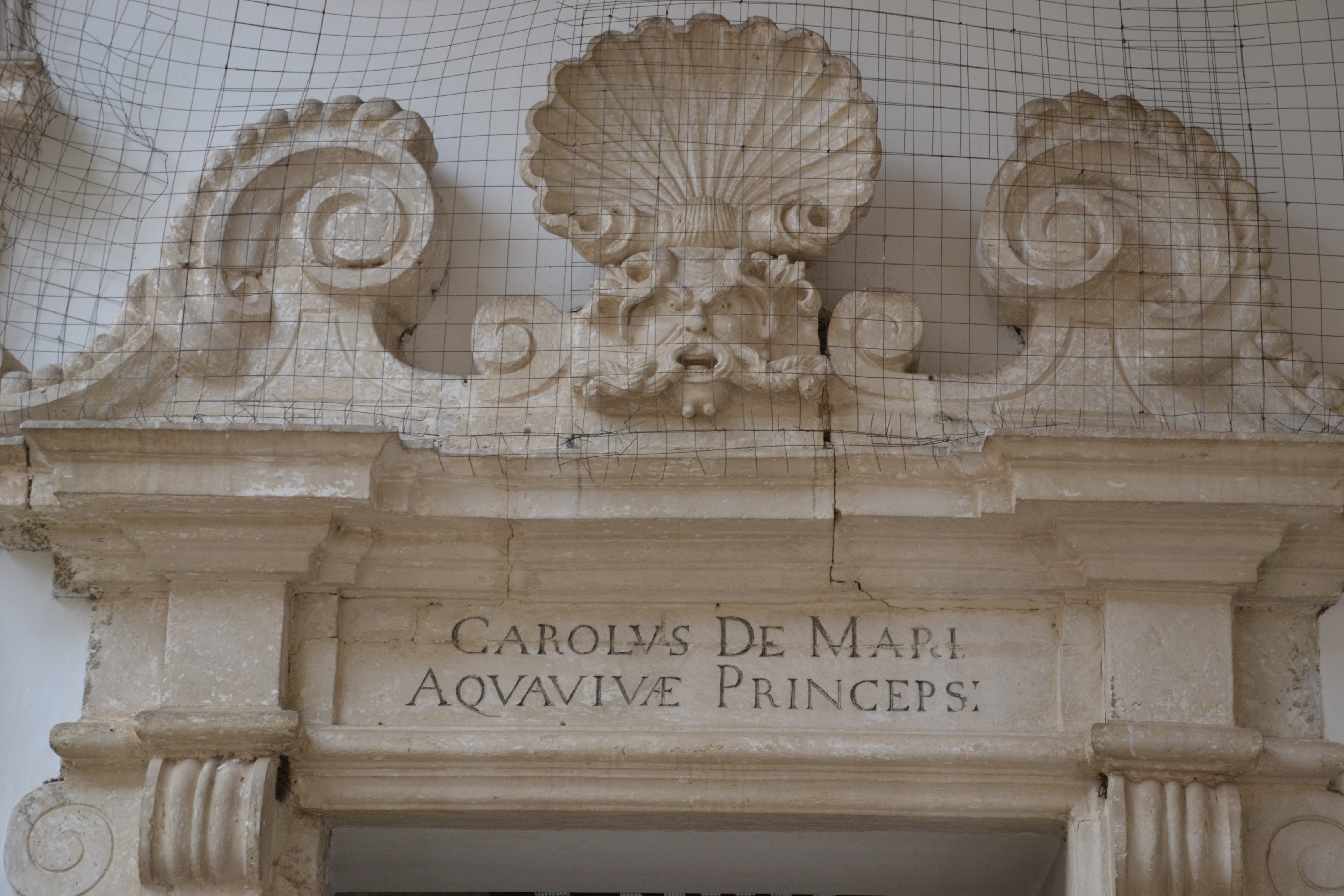
Palazzo di Carlo de' Mari, principe di Acquaviva

i Mari (o de' Mari) furono una delle più antiche e cospicue famiglie del patriziato genovese. 

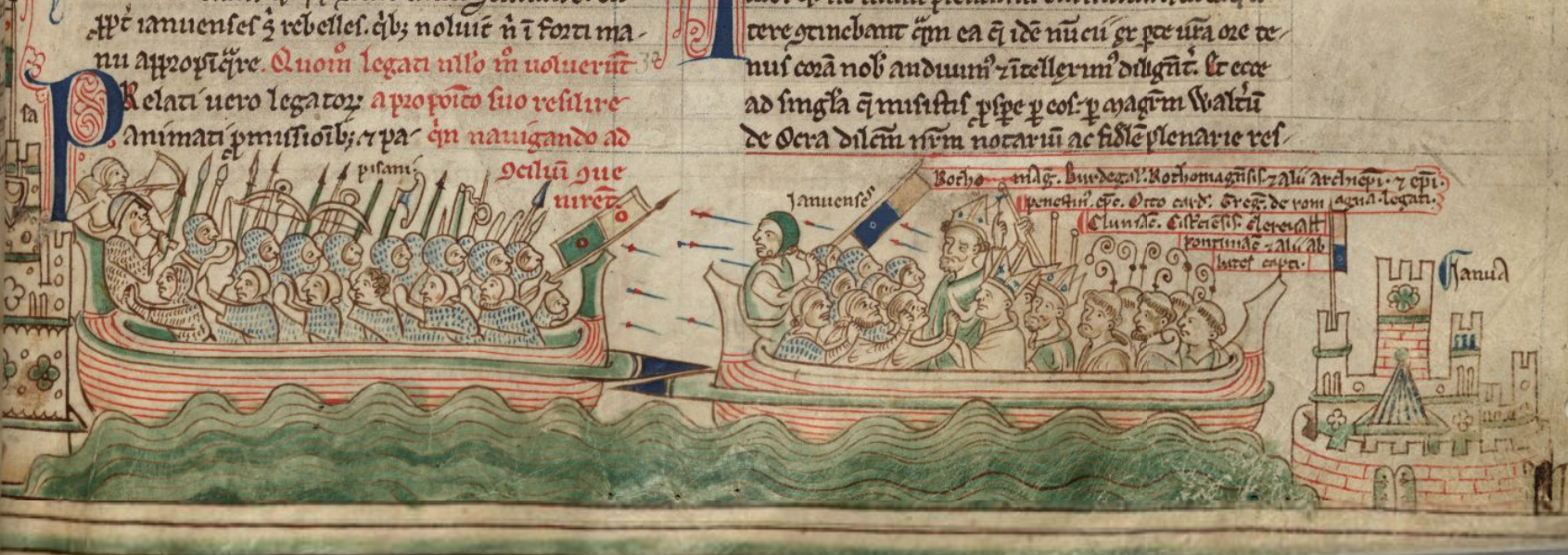
Rappresentazione della flotta di Ansaldo de Mari nella Battaglia del Giglio secondo la Chronica Majora di Matteo da Parigi (1259 circa), Biblioteca Parker, Cambridge.

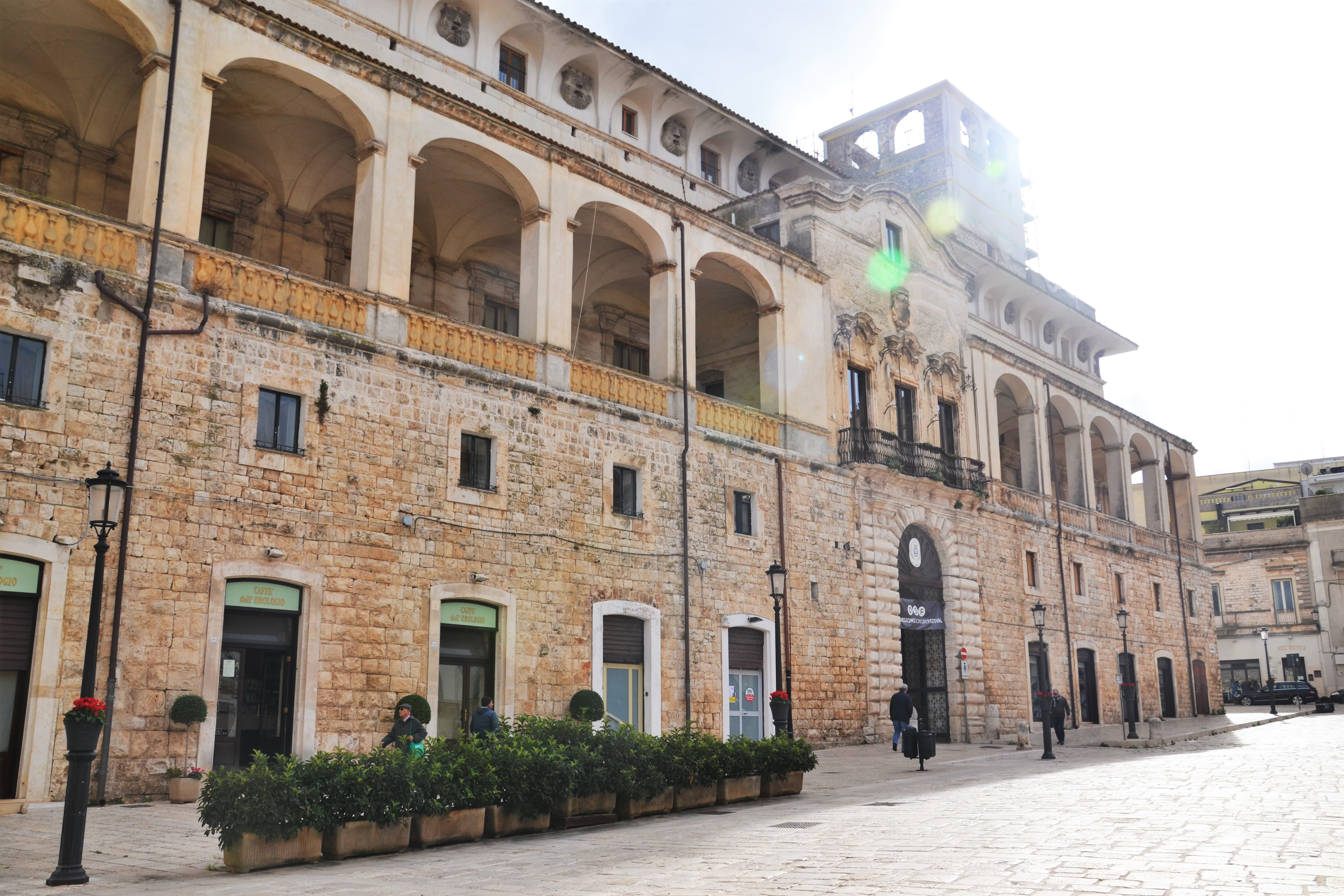
Palazzo de Mari, principi d'Acquaviva

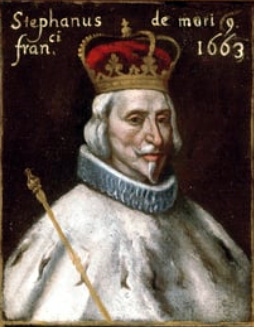
il doge Stefano de Mari, re di Corsica

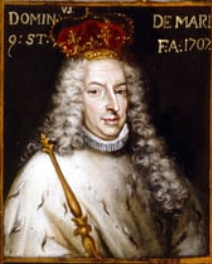
il doge Domenico Maria de Mari, re di Corsica

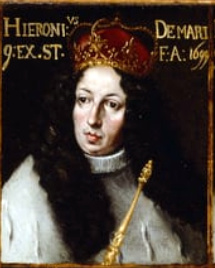
il doge Girolamo de' Mari, re di Corsica

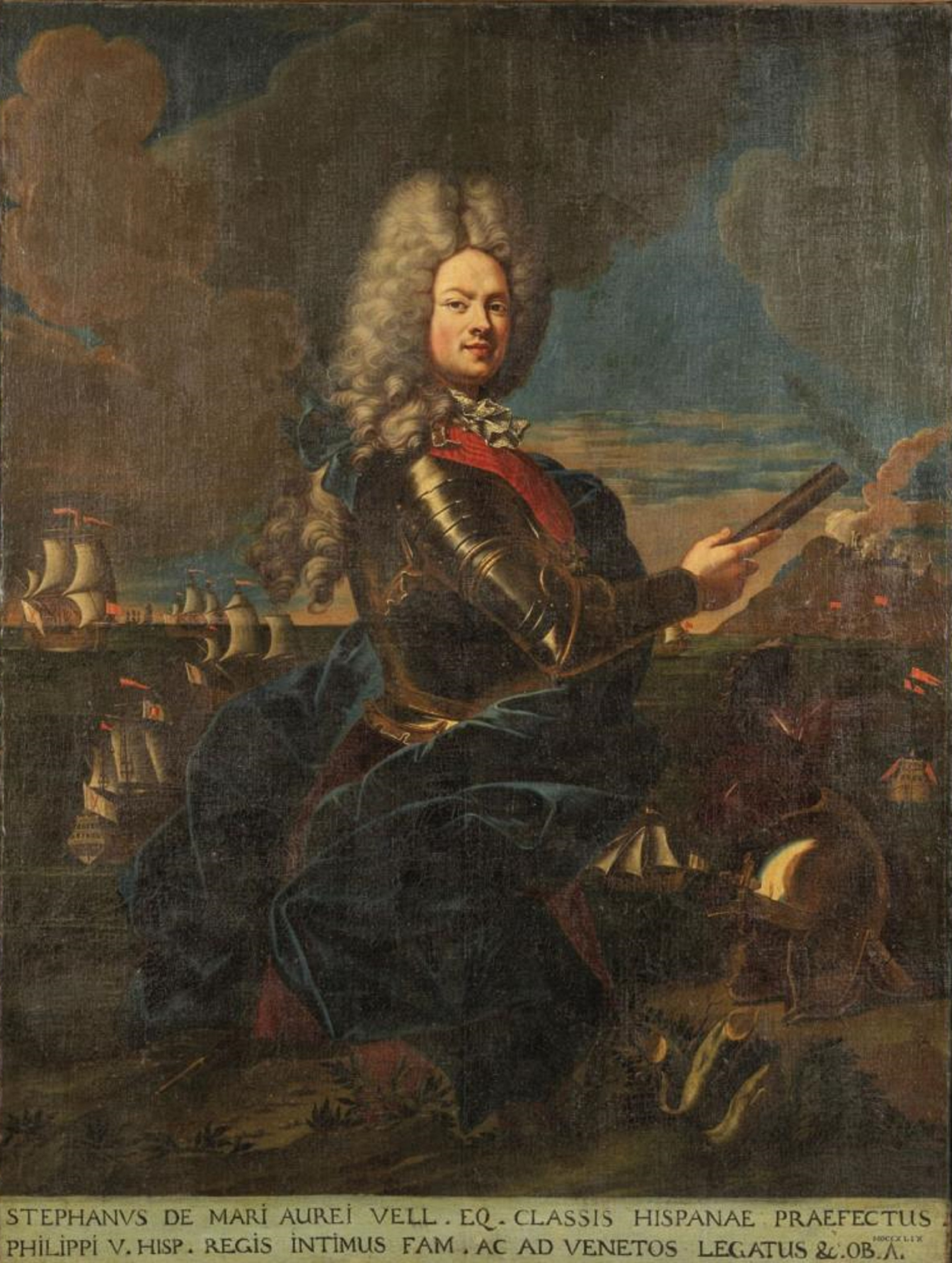
Stefano de' Mari, ammiraglio di Filippo V di Spagna, cavaliere del Toson d'Oro

Fondata nel XII secolo dal console Ogerio de' Mari dei visconti di Carmandino, diversi esponenti della stirpe si distinsero nella flotta imperiale a partire delle crociate e nelle guerre guelfe-ghibelline. 
Insieme ai loro parenti, gli Usodimare, formarono il 5º albergo nobiliare della Serenissima Repubblica di Genova. 
Furono dei più prolifici donatori di dogi, cardinali, senatori e ammiragli della Repubblica di Genova, nonché la loro distinzione al servizio d'altre monarchie europee.
La famiglia è ormai considerata estinta. 

## Storia
Tardivi genealogisti affermano l'origine dei Mari d'un conte Ademaro (o Aldemaro), il loro legendario antenato in età carolingia, consanguineo di Pipino il Breve re d'Italia o figlio di Carlomagno. Altri invece, hanno supposto che il nome derivasse dal palazzo posseduto dalla famiglia a Genova a ridosso del porto, dov'è l'attuale Palazzo San Giorgio.
L'origine attestata da Luigi Tommaso Belgrano si fa risalire al visconte Ido di Carmandino, in comune origine con l'altre grandi famiglie dell'antica nobiltà genovese (tra cui gli Spinola, Embriaci, Malocelli, ecc), tutti appartenenti alla consorteria dei Carmandino. L'origine comune indicata da tantissimi autori con gli Usodimare risale, secondo Belgrano, ai fratelli Oberto e Ogerio, nipoti del visconte Ido, ciascuno capostipite dei rispettivi rami dei Carmandini, e riuniti secoli dopo nell'albergo nobiliare capeggiato dagli Usodimare. 
Erano "uomini d'arme e di mare", notevoli per la propria attività navale nel bando ghibellino. Nel XIII si legarono in affari con i Boccanegra. Tra i più celebri era Ansaldo de' Mari, ammiraglio della flotta dell'imperatore Federico II, e vincitore insieme al figlio Andreolo della flotta pontificia (guidata dall'ammiraglio Iacopo Malocello) nella Battaglia del Giglio. Questo Ansaldo fu anche capostipite del ramo dei Mari (anche detto "da Mare") stabiliti nell'isola di Corsica, acquistandovi alcuni castelli col titolo di signori di Capo Corsoe di Colombano. Da questo ramo nacque, tra gli altri, Teodorina de' Mari, madre di papa Innocenzo VIII (1480).
A Genova i Mari ricoprirono il ruolo di consoli della Repubblica ed ebbero quattro dogi biennali: Stefano (1663-1665); Girolamo (1669-1701); Domenico Maria (1707-1709) e Lorenzo (1744-1476). Secondo Giulio Pallavicino, erano divisi in tre rami, quelli residenti a Luccoli, a Piazza Marmorea (anche detta Piazza de' Mari) e la terza a Piazza Banchi. Dal 600' un ramo si stabilisce al Palazzo del Melograno, ereditato dai Sauli.

## Regni di Napoli e Spagna
I fratelli Nicolò, Raffaele e Giovanni Battista Usodimare de' Mari di Giuliano risiedettero stabilmente a Napoli, senza mai interrompere i legami con Genova. Già sin dalla prima metà del ‘500 s'occuparono di finanza e prestiti alla corona spagnola. Gli eredi di Battista (Bernardo, Andrea, Agostino e Stefano) continuano l'attività del padre, armando anche due galee che prendono parte alla Battaglia di Lepanto sotto il comando di Fabio de Mari, il loro parente.
Stefano, sposato a Veronica Grimaldi (cognata di Onorato I, di Monaco), ottenne discendenza femminile estinta nei duchi Doria-del Carretto di Tursi e nei principi Cybo-Malaspina di Massa-Carrara. Solo un figlio naturale maschio, Cesare, li sopravvive e li succede nella consignoria di Capo Corso e nella rappresentazione famigliare nella Repubblica di Genova (con discendenza maschile inserita nel patriziato genovese fino alla loro estinzione).
Il fratello Andrea invece, in società con Geronimo Grimaldi-Oliva, gestisce la loro importantissima banca di Napoli, principale creditore della Spagna degli Asburgo e di Giovanni d'Austria, vincitore di Lepanto. La sua discendenza maschile s'estinse in Camillo de Mari, vescovo di Aleria, e la femminile nei marchesi Spinola-Pallavicino di Cabella e i Delfini di Varazze.
Dal terzo fratello, Agostino, discesero quelli Mari che entrarono in possesso di vari feudi e titoli nel Regno di Napoli fra i quali quello di Marchese di Assigliano nel 1641 e Principe d’Acquaviva nel 1665. Da quest'ultima linea (anche oggi estinta) furono discendenti i quattro dogi della stirpe (Stefano, Girolamo, Domenico Maria e Lorenzo), l'ammiraglio Stefano (detto Esteban), generale di mare di Filippo V nella Guerra di Successione Spagnola, i vescovi di Savona Ottavio ed Agostino, ed altri.

## Titoli
La famiglia fu iscritta nel Liber Primus Nobilitatis, il Libro d'Oro della Nobiltà Genovese e l'Elenco ufficiale Nobiliare Italiano (con i titoli di principe di Acquaviva, marchese d'Assigliano o Torrepiana predicato di Castellaneta e Gioia del Colle). La linea secondogenita vi è iscritta con il titolo di patrizio napoletano e predicato dei principi di Acquaviva. 

## Arma
Stemma: "ondato, bandato, innestato di oro e di nero, con il numero di bande timbrato dalla corona marchionale"

Nello stemma del ramo di Messina: "sirena coronata d'argento che esce dal mare d'argento ombrato di nero sormontata da tre stelle d'oro sul capo".

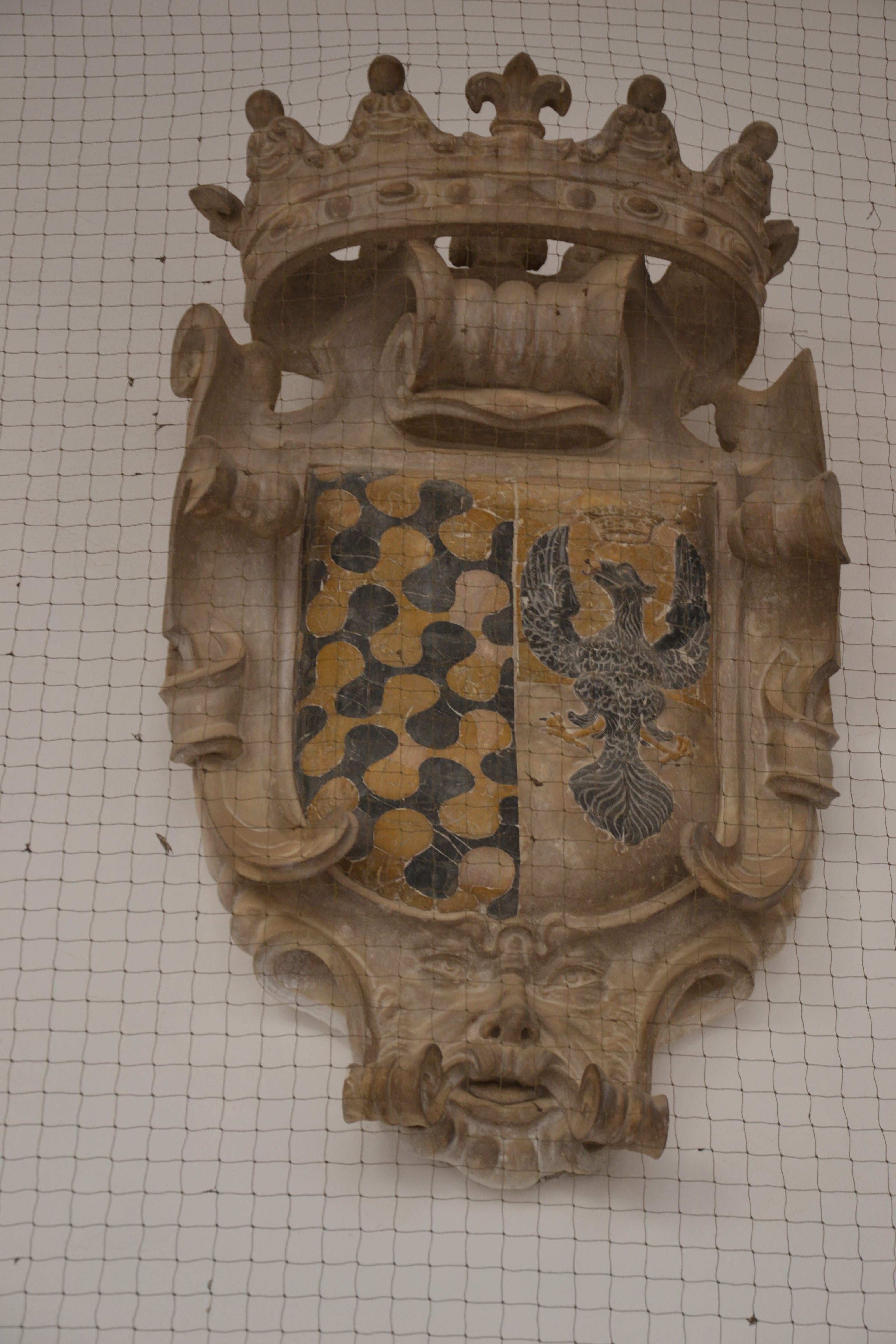
Stemma de Mari-Doria dei principi d'Acquaviva delle Fonti nel Palazzo de Mari
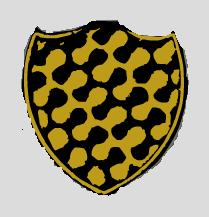
Stemma dei Mari

## Personalità
- Ottone, console della Repubblica di Genova (1122)
- Ogerio, console della Repubblica di Genova (1130)
- Boccuccio, console della Repubblica di Genova (1166)
- Angelerio, console della Repubblica di Genova (1183)
- Lanfranco, console della Repubblica di Genova (1187)
- Nicolò, console della Repubblica di Genova (1189)
- Erode, console della Repubblica di Genova (1213)
- Guglielmo, ambasciatore presso l'imperatore Federico II
- Ansaldo, console della Repubblica di Genova, ammiraglio dell'imperatore Federico II
- Andreolo, vice ammiraglio della flotta imperiale di Federico II, vincitore della Battaglia del Giglio
- Ansaldino, generale della Repubblica di Genova (1247)
- Gando, capitano generale e ammiraglio della Repubblica di Genova.
- Angelino, navigatore e mercante, tra i primi a stabilire una casa di commercio in India (c. 1321).
- Arrigo, grande ammiraglio di Re Carlo I d'Angiò, partecipò alla battaglia navale dei Conti e della Meloria.
- Angero, vicario del Re Roberto d'Angiò a Genova
- Berlingiero, arcivescovo di Genova, creato dall'antipapa Niccolò V (1328)
- Teodorina, madre del papa Innocenzo VIII (1480)
- Petruccio, vice ammiraglio di Re Carlo III
- Lorenzo, cardinale, arcivescovo di Benevento (1485)
- Giovanni Girolamo, vescovo di Altamura (n.1586 d.1624)
- Stefano, doge della Repubblica di Genova (1663)
- Carlo I, principe di Acquaviva (1664)
- Girolamo, doge della Repubblica di Genova (1669)
- Carlo II, principe di Acquaviva (1697)
- Domenico Maria, doge della Repubblica di Genova (1707)
- Stefano, ammiraglio dell'armata di Filippo V di Spagna, cavaliere del Toson d'Oro
- Giovanni Battista, principe di Acquaviva (1740)
- Lorenzo, doge della Repubblica di Genova (1744)

- Giovanni Battista, marchese di Scandiano (1750-1777)

- Ottavio Maria, vescovo di Savona. (1755)
- Carlo III, principe di Acquaviva (1775)
- Agostino Maria, vescovo di Savona e Noli (1833)
- Francesco, duca di Castellana
- Marcello, senatore del Regno d'Italia (1913)

## Palazzi e Residenze
- Palazzo Stefano De Mari a Genova
- Palazzo Nicola De Mari a Genova
- Palazzo del Melograno a Genova
- Palazzo de Mari ad Acquaviva delle Fonti
- Palazzo de Mari a Napoli
- Palazzo de Mari a Portici
- Palazzo de Mari a Genova
- Villa Maria De Mari a Genova Sestri Ponente
- Villa De Mari a Genova Palmaro
- Villa de Mari a Savona
- Villa de Mari a Cairo Montenotte
- Villa Gruber De Mari a Genova;
- Villa de Mari ad Acquaviva delle Fonti
- Villa de Mari a Napoli
- Palazzo de Mari Massimiliano a Sannicandro di Bari
- Masseria di Jesce ad Altamura